# Cervantes (Galiza)
Cervantes é um município da Espanha, na Comarca dos Ancares na província de Lugo, comunidade autónoma da Galicia, de área 276,4 km² com população de 1 288 habitantes (2021; densidade: 4,7 hab./km²).

## Demografia
| Variação demográfica do município entre 1991 e 2004 | Variação demográfica do município entre 1991 e 2004 | Variação demográfica do município entre 1991 e 2004 | Variação demográfica do município entre 1991 e 2004 |
| --------------------------------------------------- | --------------------------------------------------- | --------------------------------------------------- | --------------------------------------------------- |
| 1991                                                | 1996                                                | 2001                                                | 2004                                                |
| 2604                                                | 2414                                                | 2135                                                | 2031                                                |

## Património edificado
- Castelo de Doiras